# Джанкарло Де Сісті
Джанкарло Де Сісті (італ. Giancarlo De Sisti, * 13 березня 1943, Рим) — колишній італійський футболіст, півзахисник. По завершенні ігрової кар'єри — футбольний тренер.
Як гравець насамперед відомий виступами за клуби «Фіорентина» та «Рома», а також національну збірну Італії.
Чемпіон Італії. Дворазовий володар Кубка Італії. Володар Кубка ярмарків. У складі збірної — чемпіон Європи.

## Клубна кар'єра
Вихованець футбольної школи клубу «Рома». Дорослу футбольну кар'єру розпочав 1960 року в основній команді того ж клубу, в якій провів п'ять сезонів, взявши участь у 87 матчах чемпіонату. За цей час виборов титул володаря Кубка Італії, ставав володарем Кубка ярмарків.
Своєю грою за цю команду привернув увагу представників тренерського штабу клубу «Фіорентина», до складу якого приєднався 1965 року. Відіграв за «фіалок» наступні дев'ять сезонів своєї ігрової кар'єри. Більшість часу, проведеного у складі «Фіорентини», був основним гравцем команди. За цей час додав до переліку своїх трофеїв титул чемпіона Італії, знову ставав володарем Кубка Італії.
1974 року повернувся до клубу «Рома», за який відіграв 5 сезонів. Граючи у складі «Роми» також здебільшого виходив на поле в основному складі команди. Завершив професійну кар'єру футболіста виступами за команду «Рома» у 1979 році.

## Виступи за збірні
Залучався до складу молодіжної збірної Італії. На молодіжному рівні зіграв у 3 офіційних матчах, забив 1 гол. Згодом захищав кольори другої збірної Італії. У складі цієї команди також провів 3 матчі.
1967 року дебютував в офіційних матчах у складі національної збірної Італії. Протягом кар'єри у національній команді, яка тривала 6 років, провів у формі головної команди країни 29 матчів, забивши 4 голи. У складі збірної був учасником домашнього чемпіонату Європи 1968 року, де італійці здобули титул континентальних чемпіонів, чемпіонату світу 1970 року у Мексиці, де разом з командою здобув «срібло».

## Кар'єра тренера
Розпочав тренерську кар'єру невдовзі по завершенні кар'єри гравця, 1981 року, очоливши тренерський штаб клубу «Фіорентина».
Надалі очолював команду клубу «Удінезе», 1991 року готував італійську збірну військових.
Наразі останнім місцем тренерської роботи був клуб «Асколі», команду якого Джанкарло Де Сісті очолював як головний тренер до 1992 року.
| Дата       | Місто           | Господарі  | Результат  | Гості     | Турнір                | Голи | Примітки         |
| ---------- | --------------- | ---------- | ---------- | --------- | --------------------- | ---- | ---------------- |
| 1-11-1967  | Козенца         | Італія     | 5 – 0      | Кіпр      | Відбір до ЧЄ 1968     | -    |                  |
| 18-11-1967 | Берн            | Швейцарія  | 2 – 2      | Італія    | Відбір до ЧЄ 1968     | -    |                  |
| 10-6-1968  | Рим             | Італія     | 2 – 0      | Югославія | ЧЄ 1968 - Фінал       | -    | Чемпіони Європи  |
| 23-10-1968 | Кардіфф         | Уельс      | 0 – 1      | Італія    | Відбір до ЧС 1970     | -    |                  |
| 1-1-1969   | Мехіко          | Мексика    | 2 – 3      | Італія    | товариський матч      | -    |                  |
| 5-1-1969   | Мехіко          | Мексика    | 1 – 1      | Італія    | товариський матч      | -    |                  |
| 29-3-1969  | Східний Берлін  | НДР        | 2 – 2      | Італія    | Відбір до ЧС 1970     | -    |                  |
| 24-5-1969  | Турин           | Італія     | 0 – 0      | Болгарія  | товариський матч      | -    |                  |
| 4-11-1969  | Рим             | Італія     | 4 – 1      | Уельс     | Відбір до ЧС 1970     | -    |                  |
| 22-11-1969 | Неаполь         | Італія     | 3 – 0      | НДР       | Відбір до ЧС 1970     | -    |                  |
| 21-2-1970  | Мадрид          | Іспанія    | 2 – 2      | Італія    | товариський матч      | -    |                  |
| 10-5-1970  | Лісабон         | Португалія | 1 – 2      | Італія    | товариський матч      | -    |                  |
| 3-6-1970   | Толука-де-Лердо | Італія     | 1 – 0      | Швеція    | ЧС 1970 - 1-й етап    | -    |                  |
| 6-6-1970   | Пуебла          | Італія     | 0 – 0      | Уругвай   | ЧС 1970 - 1-й етап    | -    |                  |
| 11-6-1970  | Толука-де-Лердо | Італія     | 0 – 0      | Ізраїль   | ЧС 1970 - 1-й етап    | -    |                  |
| 14-6-1970  | Толука-де-Лердо | Італія     | 4 – 1      | Мексика   | ЧС 1970 - чвертьфінал | -    |                  |
| 17-6-1970  | Мехіко          | Італія     | 4 – 3 д.ч. | ФРН       | ЧС 1970 - півфінал    | -    |                  |
| 21-6-1970  | Мехіко          | Бразилія   | 4 – 1      | Італія    | ЧС 1970 - Фінал       | -    | 2-ге місце       |
| 17-10-1970 | Берн            | Швейцарія  | 1 – 1      | Італія    | товариський матч      | -    |                  |
| 31-10-1970 | Відень          | Австрія    | 1 – 2      | Італія    | Відбір до ЧЄ 1972     | 1    |                  |
| 8-12-1970  | Флоренція       | Італія     | 3 – 0      | Ірландія  | Відбір до ЧЄ 1972     | 1    |                  |
| 20-2-1971  | Кальярі         | Італія     | 1 – 2      | Іспанія   | товариський матч      | 1    |                  |
| 10-5-1971  | Дублін          | Ірландія   | 1 – 2      | Італія    | Відбір до ЧЄ 1972     | -    |                  |
| 9-6-1971   | Стокгольм       | Швеція     | 0 – 0      | Італія    | Відбір до ЧЄ 1972     | -    |                  |
| 25-9-1971  | Генуя           | Італія     | 2 – 0      | Мексика   | товариський матч      | -    | замінений на 45' |
| 20-11-1971 | Рим             | Італія     | 2 – 2      | Австрія   | Відбір до ЧЄ 1972     | 1    |                  |
| 4-3-1972   | Афіни           | Греція     | 2 – 1      | Італія    | товариський матч      | -    |                  |
| 29-4-1972  | Мілан           | Італія     | 0 – 0      | Бельгія   | Відбір до ЧЄ 1972     | -    |                  |
| 13-5-1972  | Брюссель        | Бельгія    | 2 – 1      | Італія    | Відбір до ЧЄ 1972     | -    |                  |
| Усього     |                 | Матчів     | 29         |           | Голів                 | 4    |                  |

## Титули і досягнення
- Чемпіон Італії (1):

«Фіорентіна»: 1968–69
- Володар Кубка Італії (2):

«Рома»: 1963–64
«Фіорентіна»: 1965–66
- Володар Кубка ярмарків (1):

«Рома»: 1960–61
- Чемпіон Європи (1):

 Італія: 1968
- Віце-чемпіон світу: 1970